# Llista de minerals (lletra S)
Aquesta llista de minerals inclou els minerals que comencen amb la lletra S dels 6.174 minerals reconeguts per l'Associació Mineralògica Internacional (IMA, en anglès) fins el mes de agost 2025.
Es poden consultar tots els minerals ordenats de manera alfabètica en una llista simplificada o bé amb informació ampliada en els següents enllaços:
- A • B • C • D • E • F • G • H • I • J • K • L • M • N • O • P • Q • R • S • T • U • V • W • X • Y • Z

A la llista s'hi troben els diferents minerals classificats alfabèticament amb l'any de publicació (si es va publicar abans de l'aprovació per part de l'IMA), tot seguit de l'any d'aprovació per part de l'IMA i el codi del mineral segons la classificació de Nickel-Strunz. Per a cada mineral s'hi afegeixen fins a tres enllaços externs: a mindat.org, a webmineral.com i al Handbook of Mineralogy (Mineralogical Society of America).
Les abreviatures que es fan servir a la llista són les següents:
- "p.e." – procediment especial.
- Q ó "?" – qüestionable/dubtós (per l'IMA/CNMNC, mindat.org o mineralienatlas.de).
- N – publicat sense l'aprovació de l'IMA/CNMNC o sense l'aprovació de l'IMA però amb certa acceptació en la comunitat científica actualment.
- Rd ó red. – redefinició de...
- A: 1NNN – any de publicació.
- A: antic – conegut molt abans que hi haguessin publicacions.

## S

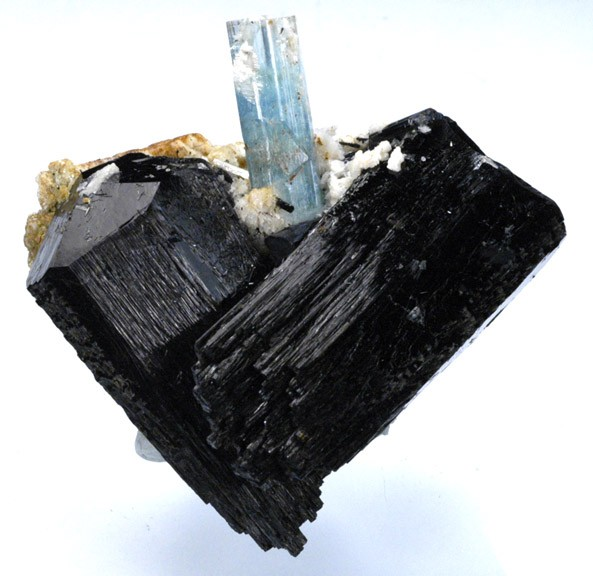
Beril (varietat aiguamarina) sobre schorl. Regió d'Erongo, Namíbia.

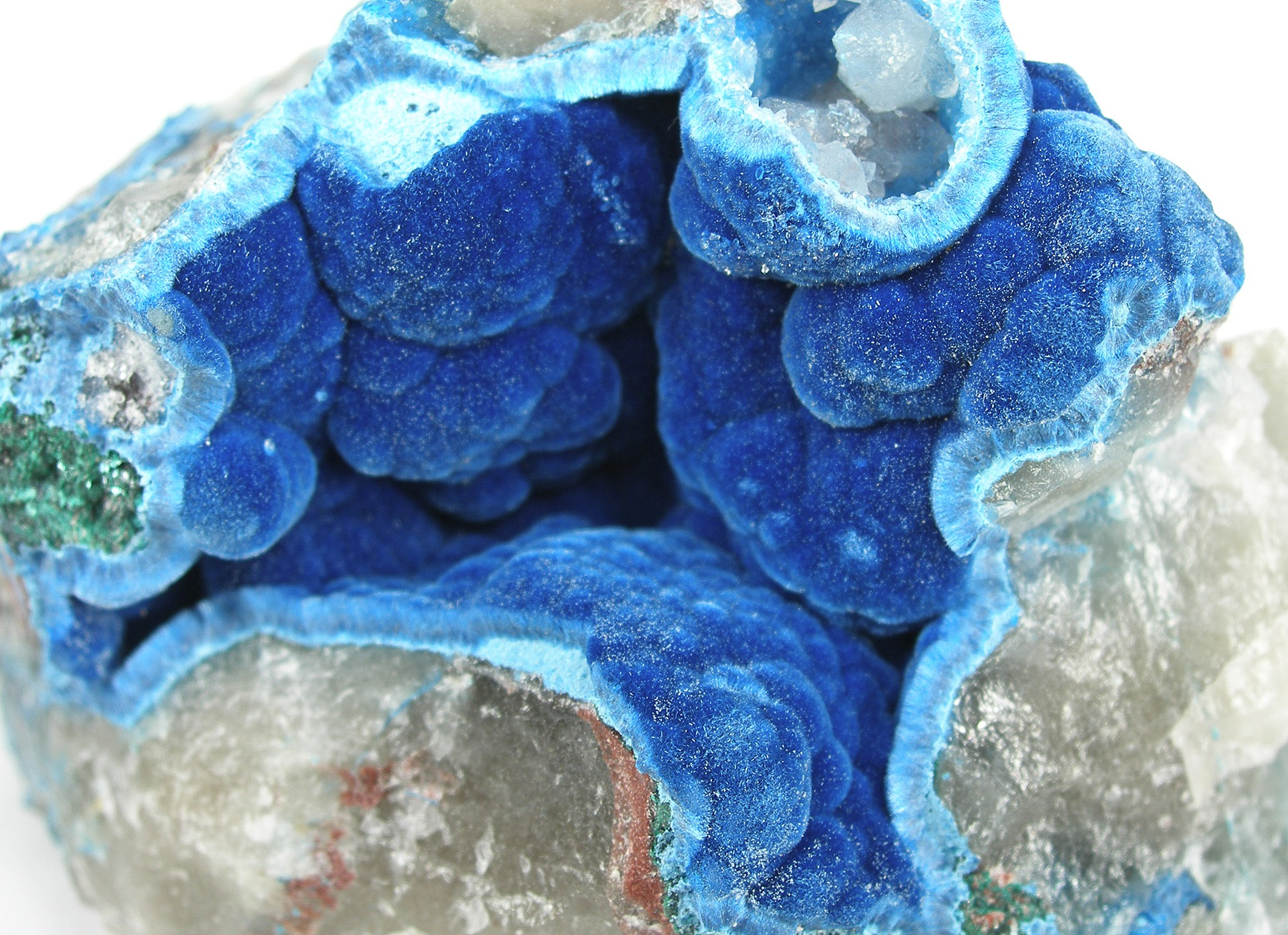
Quars, shattuckita. Mina Okenwasi, Kaokoveld, Kunene, Namíbia.

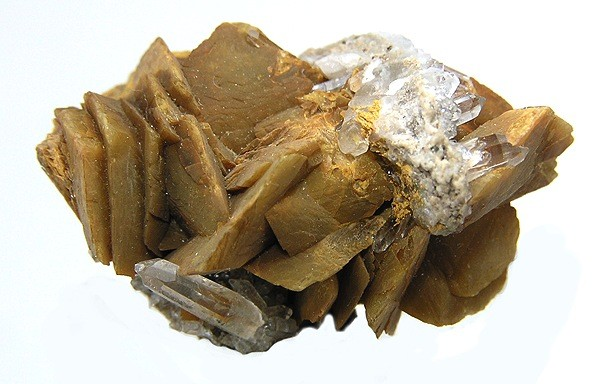
Siderita. Alice, Apex, Colorado, EUA.

1. Saamita (2013-083) 09.??
2. Sabatierita (1976-043) 02.BD.45
3. Sabel·liïta (1994-013) 08.BE.65
4. Sabieïta (1982-088) 07.AC.20
5. Sabinaïta (1978-071) 05.BB.20
6. Sabugalita (A: 1951) 08.EB.55
7. Saccoïta (2019-056)
8. Sacrofanita (1979-058) 09.FB.05
9. Sadanagaïta (A: 1984, 2012 p.e. Rd) 09.DE.15
10. Saddlebackita (1994-051) 02.GC.40d
11. Safirina (A: 1819) 09.DH.45
12. Safflorita (A: 1835) 02.EB.15a
13. Sahamalita-(Ce) (A: 1953, 1987 s.p.) 05.AD.05
14. Sahlinita (A: 1934) 08.BO.20
15. Sailaufita (2000-005) 08.DH.30
16. Sainfeldita (1963-018) 08.CB.10
17. Sakhaïta (1965-035) 06.AB.65
18. Sakuraiïta (1965-017) 02.CB.05b
19. Salmiac (A: 1556, 2007 s.p.) 03.AA.25
20. Saleeïta (A: 1932) 08.EB.05
21. Salesita (A: 1939) 04.KB.05
22. Saliotita (1990-018) 09.EC.60
23. Saltonseaïta (2011-104) 03.??
24. Salzburgita (2000-044) 02.HB.05a
25. Samaniïta (2007-038) 02.BB.??
26. Samarskita-(Y) (A: 1847, 1980 s.p.) 04.DB.25
27. Samarskita-(Yb) (2004-001) 04.DB.25
28. Samfowlerita (1991-045) 09.BF.10
29. Sampleïta (A: 1942) 08.DG.05
30. Samraïta (2021-029)
31. Samsonita (A: 1910) 02.GA.15
32. Samuelsonita (1974-026) 08.BF.10
33. Sanbornita (A: 1932) 09.EF.10
34. Sanderita (A: 1952) 07.CB.07
35. Saneroïta (1979-060) 09.DK.15
36. Sangenaroïta (2019-014)
37. Sanguita (2013-002) 03.??
38. Sanidina (A: 1808) 09.FA.30
39. Sanjuanita (1966-043) 08.DB.30
40. Sanmartinita (A: 1948) 04.DB.30
41. Sanromanita (2006-009) 05.AC.30
42. Santabarbaraïta (2000-052) 08.CE.80
43. Santaclaraïta (1979-005) 09.DK.10
44. Santafeïta (A: 1958) 08.DM.40
45. Santanaïta (1971-035) 07.FB.10
46. Santarosaïta (2007-013) 06.BD.05
47. Santita (1969-044) 06.EA.10
48. Sapojnikovita (2021-030)
49. Saponita (A: 1842) 09.EC.45
50. Sarabauïta (1976-035) 02.MA.10
51. Saranchinaïta (2015-019)
52. Saranovskita (2020-015)
53. Sarcolita (A: 1807) 09.EH.15
54. Sarcòpsid (A: 1868) 08.AB.15
55. Sardignaïta (2008-040) 07.??
56. Sarkinita (A: 1884) 08.BB.15
57. Sarmientita (A: 1941) 08.DB.35
58. Sarrabusita (1997-046a) 04.??
59. Sarrochita (2021-116)
60. Sartorita (A: 1868) 02.HC.05a
61. Sarvodaïta (2023-073)
62. Saryarkita-(Y) (A: 1964, 1987 s.p.) 08.DO.25
63. Sasaïta (1977-033) 08.DB.55
64. Sassita (2022-014)
65. Sassolita (A: 1778) 06.AA.05
66. Satimolita (1967-023) 06.HA.15
67. SatpaevitaQ (A: 1959) 04.HG.65
68. Satterlyita (1976-056) 08.BB.20
69. Sauconita (A: 1875) 09.EC.45
70. Savelievaïta (2021-051)
71. Sayrita (1982-050) 04.GB.50
72. Sazhinita-(Ce) (1973-060) 09.EA.30
73. Sazhinita-(La) (2002-042a) 09.EA.30
74. Sazykinaïta-(Y) (1992-031) 09.DM.10
75. Sbacchiïta (2017-097)
76. Sborgita (A: 1957) 06.EA.05
77. Scacchita (A: 1855) 03.AB.20
78. Scainiïta (1996-014) 02.JB.35b
79. Scarbroïta (A: 1829) 05.DA.35
80. Scawtita (A: 1930) 09.CK.15
81. Scenicita (2021-057)
82. Schachnerita (1971-055) 01.AD.15a
83. Schafarzikita (A: 1921) 04.JA.20
84. Schäferita (1997-048) 08.AC.25
85. Schairerita (A: 1931) 07.BD.10
86. Schal·lerita (A: 1925) 09.EE.15
87. Schapbachita (A: 1853, 1982 p.e. Rd) 02.JA.15
88. Schaurteïta (A: 1967, 1988 s.p.) 07.DF.25
89. Scheelita (A: 1821) 07.GA.05
90. Schertelita (A: 1887) 08.CH.30
91. Scheuchzerita (2004-044) 09.DM.35
92. Schiavinatoïta (1999-051) 06.AC.15
93. Schieffelinita (1979-043) 07.CD.55
94. Schindlerita (2012-063) 04.??.
95. Schizolita (2013-067) 09.??
96. Schlegelita (2003-051) 08.BO.45
97. Schlemaïta (2003-026) 02.BE.25
98. Schlossmacherita (1979-028 Rd) 07.BC.10
99. Schlüterita-(Y) (2012-015) 09.B?.
100. Schmidita (2017-012)
101. Schmiederita (A: 1963) 07.BC.65
102. Schmitterita (1967-045) 04.JK.70
103. Schneebergita (1999-027) 08.CG.15
104. Schneiderhöhnita (1973-046) 04.JA.35
105. Schoderita (1962 s.p.) 08.CE.70
106. Schoenfliesita (1968-008) 04.FC.10
107. Schoepita (A: 1923, 1962 s.p.) 04.GA.05
108. Schöllhornita (1984-043) 02.FB.05
109. Scholzita (A: 1948) 08.CA.45
110. Schoonerita (1976-021) 08.DB.15
111. Schorl (A: 1505, 2007 s.p.) 09.CK.05
112. Schorlomita (A: 1846) 09.AD.25
113. Schreibersita (A: 1848) 01.BD.05
114. Schreyerita (1976-004) 04.CB.35
115. Schröckingerita (A: 1873) 05.EG.05
116. Schubnelita (1970-015) 08.CB.35
117. Schuetteïta (A: 1959, 1962 s.p.) 07.BB.40
118. Schuilingita-(Nd) (A: 1948, 1987 s.p.) 05.DB.20
119. Schulenbergita (1982-074) 07.DD.80
120. Schüllerita (2010-035) 09.??
121. Schultenita (A: 1926) 08.AD.30
122. Schumacherita (1982-023) 08.BO.10
123. Schwartzembergita (A: 1868) 04.KB.10
124. Schwertmannita (1990-006) 07.DE.15
125. Sclarita (1988-026) 05.BA.30
126. Scordariïta (2019-010)
127. Scorticoïta (2018-159)
128. Scorzalita (A: 1949) 08.BB.40
129. Scotlandita (1982-001) 04.JE.20
130. Scottyita (2012-027) 09.??
131. Scrutinyita (1984-061) 04.DB.20
132. Seaborgita (2019-087)
133. Seamanita (A: 1930) 06.AC.65
134. Searlesita (A: 1914) 09.EF.15
135. Sederholmita (A: 1964, 1967 s.p.) 02.CC.05
136. Sedovita (A: 1965, 1968 s.p.) 07.HA.05
137. Seeligerita (1970-036) 04.KB.15
138. Seelita (1992-005) 04.JD.10
139. Segelerita (1973-023) 08.DH.20
140. Segerstromita (2014-001) 08.??
141. Segnitita (1991-017) 08.BL.10
142. Seidita-(Ce) (1993-029) 09.DJ.20
143. Seidozerita (A: 1958) 09.BE.25
144. Seifertita (2004-010) 04.DA.50
145. Seinäjokita (1976-001) 02.EB.15b
146. Sejkoraïta-(Y) (2009-008) 07.EC.15
147. Sekaninaïta (1967-047) 09.CJ.10
148. Seleni (A: 1828?) 01.CC.10
149. Selenodantopaïta (2023-092)
150. Selenoestefanita (1982-028) 02.GB.10
151. Selenojalpaïta (2004-048) 02.BA.45
152. Selenojunoïta (2023-038)
153. Selenolaurita (2020-027)
154. Selenopolibasita (2006-053) 02.GB.15
155. Seligmannita (A: 1901) 02.GA.50
156. Selivanovaïta (2015-126)
157. Sel·laïta (A: 1869) 03.AB.15
158. Selsurtita (2022-026)
159. Selwynita (1993-037) 08.CA.20
160. Semenovita-(Ce) (1971-036) 09.DN.10
161. Semseyita (A: 1881) 02.HC.10d
162. Senaïta (A: 1898) 04.CC.40
163. Senarmontita (A: 1851) 04.CB.50
164. Senegalita (1975-004) 08.DE.05
165. Sengierita (A: 1949, 2007 s.p.) 04.HB.10
166. Senkevichita (2004-017) 09.DG.75
167. Sepiolita (A: 1847) 09.EE.25
168. Serandita (A: 1931) 09.DG.05
169. Serendibita (A: 1903) 09.DH.40
170. Sergeevita (1979-038) 05.DB.25
171. Sergevanita (2019-057)
172. Sergeysmirnovita (2021-033)
173. Serpierita (A: 1881) 07.DD.30
174. Serrabrancaïta (1998-006) 08.CB.05
175. Sewardita (2001-054) 08.BH.30
176. Shabaïta-(Nd) (1988-005) 05.EE.10
177. Shabynita (1979-075) 06.AB.55
178. Shafranovskita (1981-048) 09.EE.65
179. Shagamita (2020-091)
180. Shakhdaraïta-(Y) (2020-024)
181. Shandita (A: 1949) 02.BE.15
182. Shannonita (1993-053) 05.BE.05
183. Sharpita (A: 1938) 05.EA.35
184. Shasuïta (2021-020)
185. Shattuckita (A: 1915, 1967 p.e. Rd) 09.DB.40
186. Shcherbakovita (A: 1954) 09.DH.20
187. Shcherbinaïta (1971-021) 04.HE.10
188. Shchurovskyita (2013-078) 08.??
189. Sheldrickita (1996-019) 05.DC.15
190. Shenganfuïta (2024-031)
191. Shenzhuangita (2017-018)
192. Sherwoodita (A: 1958) 04.HC.15
193. Shibkovita (1997-018) 09.CM.05
194. Shigaïta (1984-057) 07.DD.35
195. Shijiangshanita (2022-029)
196. Shilovita (2014-016) 05.??
197. Shimazakiïta (2010-085a) 09.AJ.??
198. Shimenita (2019-069/20-F)
199. Shinarumpita (2021-105)
200. Shinichengita (2023-026)
201. Shinkolobweïta (2016-095)
202. Shiranuiïta (2023-072a)
203. Shirozulita (2001-045) 09.EC.20
204. Shlykovita (2008-062) 09.??
205. Shomiokita-(Y) (1990-015) 05.CC.20
206. Shortita (A: 1939) 05.AC.25
207. Shosanbetsuïta (2018-162)
208. Shuangfengita (1993-018) 02.EA.20
209. ShubnikovitaQ (A: 1953) 08.DG.05
210. Shuiskita (1980-061) 09.BG.20
211. Shuiskita-(Cr) (2019-117)
212. Shulamitita (2011-016) 04.??
213. Shumwayita
214. Shuvalovita (2014-057)
215. Sibirskita (A: 1962) 06.BC.20
216. Sicherita (1997-051) 02.HD.55
217. Sicklerita (A: 1912) 08.AB.10
218. SiderazotQ (A: 1876) 01.BC.10
219. Siderita (A: 1845, 1962 s.p.) 05.AB.05
220. Siderofil·lita (A: 1881, 1998 s.p.) 09.EC.20
221. Sideronatrita (A: 1878) 07.DF.20
222. Sideròtil (1962-006a, 1963 p.e. Rd) 09.EC.20
223. Sidorenkita (1978-013) 05.BF.10
224. Sidorovita (2022-056)
225. Sidpietersita (1998-036) 07.JA.05
226. Sidwil·lita (1983-089) 04.FJ.05
227. Siegenita (A: 1850) 02.DA.05
228. Sieleckiïta (1987-023) 08.DF.25
229. Sigismundita (1994-033) 08.BF.05
230. Sigloïta (A: 1962, 1967 s.p.) 08.DC.30
231. Sigogglinita (2024-069)
232. Siidraïta (2016-039)
233. Silesiaïta (2017-064)
234. Silhidrita (1970-044) 04.FM.30
235. Silicocarnotita (2013-139) 08.??
236. Silici (1982-099) 01.CB.15
237. Siligiïta (2023-117)
238. Silinaïta (1990-028) 09.EF.20
239. Sil·limanita (A: 1824) 09.AF.05
240. Sil·lenita (A: 1943) 04.CB.70
241. Silvialita (1998-010) 09.FB.15
242. Simferita (1989-016) 08.AB.10
243. Simmonsita (1997-045) 03.CB.15
244. Simonel·lita (A: 1919) 10.BA.45
245. Simonita (1982-052) 02.GC.20
246. Simonkol·leïta (1983-019) 03.DA.20
247. Simplesita (A: 1837) 08.CE.45
248. Simplotita (A: 1956) 04.HG.20
249. Simpsonita (A: 1938) 04.DC.10
250. Sinadelfita (A: 1884) 08.BE.50
251. Sincosita (A: 1922) 08.CJ.65
252. Singenita (A: 1872) 07.CD.35
253. Sinhalita (A: 1952) 06.AC.05
254. Sinjarita (1979-041) 03.BB.25
255. Sinkankasita (1982-078) 08.DB.20
256. Sinnerita (1964-020) 02.GC.10
257. Sinoïta (A: 1964, 1967 s.p.) 01.DB.10
258. Sinquisita-(Ce) (1982-030) 05.BD.20c
259. Sinquisita-(Nd) (1982-030a) 05.BD.20c
260. Sinquisita-(Y) (A: 1955, 1982-030b) 05.BD.20c
261. Sitinakita (1989-051) 09.AG.30
262. Siudaïta (2017-092)
263. Siwaqaïta (2018-150)
264. Skaergaardita (2003-049) 01.AG.45
265. Skinnerita (1973-035) 02.GA.20
266. Skippenita (1986-033) 02.DC.05
267. Sklodowskita (A: 1924) 09.AK.10
268. Skogbyita (2023-085)
269. Skorpionita (2005-010) 08.DO.45
270. Skutterudita (A: 1827) 02.EC.05
271. Slavikita (A: 1882, 2008 p.e. Rd) 07.DF.30
272. Slavkovita (2004-038) 08.??
273. Slawsonita (1967-026) 09.FA.50
274. Šlikita (2018-120)
275. Slottaïta (2024-051)
276. Sluzhenikinita (2020-089)
277. Slyudyankaïta (2021-062a)
278. Smamita (2019-001)
279. Smirnita (1982-104) 04.JK.40
280. SmirnovskitaQ (A: 1957) 08.CJ.45
281. Smithita (A: 1905) 02.GC.30
282. Smithsonita (A: 1780) 05.AB.05
283. Smolyaninovita (A: 1956) 08.CH.55
284. Smrkovecita (1993-040) 08.BO.15
285. Smythita (A: 1956) 02.CC.10
286. Sobolevita (1982-042) 09.BE.37
287. Sobolevskita (1973-042) 02.CC.05
288. Sodalita (A: 1812) 09.FB.10
289. Soddyita (A: 1922) 09.AK.05
290. Sofiïta (1987-028) 04.JG.15
291. Sofre (A: antic) 01.CC.05
292. Sogdianita (A: 1968, 1971 s.p.) 09.CM.05
293. Söhngeïta (1965-022) 04.FC.05
294. Sokolovaïta (2004-012) 09.EC.20
295. Solongoïta (1973-017) 06.CA.40
296. Somersetita (2017-024)
297. Sonolita (A: 1963, 1967 s.p.) 09.AF.55
298. Sonoraïta (1968-001) 04.JN.05
299. Sopcheïta (1980-101) 02.BC.55
300. Sorbyita (1966-032) 02.LB.30
301. Sørensenita (1965-006) 09.DG.30
302. Sorosita (1994-047) 01.AC.15
303. Sosedkoïta (1981-014) 04.DM.05
304. Součekita (1976-017) 02.GA.50
305. Souzalita (A: 1948) 08.DC.45
306. SpadaïtaQ (A: 1863) 09.EC.45
307. Spaltiïta (2014-012) 02.??
308. Spangolita (A: 1890) 07.DD.15
309. Spencerita (A: 1916) 08.DA.40
310. Sperlingita (2023-120)
311. Sperrylita (A: 1889) 02.EB.05a
312. Spertiniïta (1980-033) 04.FD.05
313. Spionkopita (1978-023) 02.CA.05c
314. Spiridonovita (2018-136)
315. Spiroffita (A: 1962, 1967 s.p.) 04.JK.10
316. Spriggita (2002-014) 04.GC.15
317. Springcreekita (1998-048) 08.BL.10
318. Spryita (2015-116)
319. Spurrita (A: 1908) 09.AH.15
320. Srebrodolskita (1984-050) 04.AC.10
321. Šreinita (2004-022) 08.ED.10
322. Srilankita (1982-056) 04.DB.25
323. Stalderita (1987-024) 02.GA.40
324. Stanĕkita (1994-045) 08.BB.15
325. Stanevansita (2022-085)
326. Stanfieldita (1966-045) 08.AC.70
327. Stangersita (2019-092)
328. Stankeithita (2024-049)
329. Stanleyita (1980-042) 07.DE.50
330. Starkeyita (A: 1945, 1970-014a) 07.CB.15
331. Staročeskeïta (2016-101)
332. Starovaïta (2011-085) 08.??
333. Stavelotita-(La) (2004-014) 09.BE.87
334. Steacyita (IMA 1981-E) 09.CH.10
335. Steedeïta (2013-052) 09.??
336. Steenstrupina-(Ce) (A: 1882, 1987 s.p.) 09.CK.20
337. Stefanweissita (2018-020)
338. Steigerita (A: 1935) 08.CE.65
339. Steklita (2011-041) 07.??
340. Stel·lerita (A: 1909, 1997 s.p.) 09.GE.15
341. Steinhardtita (2014-036) 01.??
342. Steiningerita (2024-016)
343. Steinmetzita (2015-081)
344. Stenhuggarita (1966-037) 04.JB.35
345. Stenonita (A: 1962, 1967 s.p.) 03.CG.05
346. Stepanovita (A: 1953, 1967 s.p.) 10.AB.20
347. Stephanita (A: 1845) 02.GB.10
348. Štěpita (2012-006) 08.??
349. Sterlinghil·lita (1980-007) 08.CD.25
350. Sternbergita (A: 1827) 02.CB.65
351. Steropesita (2008-014) 03.CK.05
352. Sterryita (1966-020) 02.LB.30
353. StetefeldtitaQ (A: 1867, 2010 s.p., 2013 s.p.) 04.DH.20
354. Stetindita-(Ce) (2008-035) 09.AD.30
355. Steudelita (2021-007)
356. StevensitaQ (A: 1873) 09.EC.45
357. Steverustita (2008-021) 07.JA.10
358. Stewartita (A: 1910) 08.DC.30
359. Stichtita (A: 1910 Rd) 05.DA.50
360. Stil·leïta (A: 1956) 02.CB.05a
361. Stillwaterita (1974-029) 02.AC.10a
362. Stillwel·lita-(Ce) (A: 1955, 1987 s.p.) 09.AJ.25
363. Stillwel·lita-(La) (2024-074)
364. Stishovita (A: 1962, 1967 s.p.) 04.DA.40
365. Stistaïta (1969-039) 02.AA.45
366. Stöfflerita (2017-062)
367. Stoiberita (1979-016) 08.BB.75
368. Stokesita (A: 1900) 09.DM.05
369. Stolperita (2016-033)
370. Stolzita (A: 1845) 07.GA.05
371. Stoppaniïta (1996-008) 09.CJ.05
372. Stornesita-(Y) (2005-040) 08.AC.50
373. Stottita (A: 1958) 04.FC.15
374. Straßmannita (2017-086)
375. Stracherita (2016-098)
376. Straczekita (1983-028) 04.HE.20
377. Strakhovita (1993-005) 09.CF.20
378. Stranskiïta (1962 s.p.) 08.AB.35
379. Strashimirita (1967-025) 08.DC.12
380. Strätlingita (1975-031) 09.EG.25
381. Strelkinita (1973-063) 04.HB.30
382. Strengita (A: 1877) 08.CD.10
383. Stringhamita (1974-007) 09.AE.35
384. Stromeyerita (A: 1832) 02.BA.40
385. Strontianita (A: 1791) 05.AB.15
386. Strunzita (A: 1958) 08.DC.25
387. Struvita (A: 1847) 08.CH.40
388. Struvita-(K) (2003-048) 08.CH.40
389. Studenitsita (1994-026) 06.GB.05
390. Studtita (A: 1947) 04.GA.15
391. Stumpflita (1972-013) 02.CC.05
392. Stunorthropita (2024-064)
393. Sturmanita (1981-011) 07.DG.15
394. Stützita (A: 1878, 1964 p.e. Rd) 02.BA.65
395. Suanita (A: 1953, 1967 s.p.) 06.BA.05
396. Sudburyita (1973-048) 02.CC.05
397. Sudoïta (1966-027 Rd) 09.EC.55
398. Sudovikovita (1995-009) 02.EA.20
399. Suenoïta (2019-075)
400. Suessita (1979-056) 01.BB.05
401. Sugakiïta (2005-033) 02.BB.15
402. Sugarwhiteïta (2024-079)
403. Sugilita (1974-060) 09.CM.05
404. Suhailita (2007-040) 09.EC.20
405. Sulfatoredmondita (2021-089)
406. Sulfhidrilbystrita (2015-010)
407. Sulfoborita (A: 1893) 06.AC.55
408. Sulfohalita (A: 1888) 07.BD.05
409. Sulfotsumoïta (1980-084) 02.DC.05
410. Sulvanita (A: 1900) 02.CB.70
411. Sundiusita (1979-044) 07.BD.70
412. Sunshuïta (2025-013)
413. Suolunita (A: 1965, 1968 s.p.) 09.BE.10
414. Suredaïta (1997-043) 02.DB.10
415. Surinamita (1974-053) 09.DH.55
416. Surita (1977-037) 09.EC.75
417. Surkhobita (2002-037, IMA 2006-E, IMA 2007-A Rd) 09.BE.67
418. Sursassita (A: 1926) 09.BG.15
419. Susannita (A: 1845) 05.BF.40
420. Suseinargiuïta (2014-089)
421. Sussexita (A: 1868) 06.BA.15
422. Suzukiïta (1978-005) 09.DH.15
423. Svabita (A: 1892) 08.BN.05
424. Svanbergita (A: 1854, 1987 p.e. Rd) 08.BL.05
425. Sveinbergeïta (2010-027) 09.DC.05
426. Sveïta (1980-005) 05.ND.20
427. Švenekita (1999-007) 08.AD.10
428. Sverigeïta (1983-066) 09.AE.15
429. Svetlanaïta (2020-013)
430. Svornostita-(K) (2014-078)
431. Svornostita-(NH₄) (2024-068)
432. Svyatoslavita (1988-012) 09.FA.45
433. Svyazhinita (1983-045) 07.DB.05
434. Swaknoïta (1991-021) 08.CJ.10
435. Swamboïta-(Nd) (1981-008) 09.AK.20
436. Swartzita (A: 1951) 05.ED.10
437. Swedenborgita (A: 1924) 04.AC.05
438. Sweetita (1983-011) 04.FA.10
439. Swinefordita (1973-054) 09.EC.45
440. Switzerita (1966-042 Rd) 08.CE.25
441. Sylvanita (A: 1832) 02.EA.05
442. Sylvita (A: 1823) 03.AA.20
443. Symesita (1998-035) 03.DC.60
444. Szaibelyita (A: 1862) 06.BA.15
445. Szenicsita (1993-011) 07.GB.10
446. Szilagyiïta (2024-063)
447. Szklaryita (2012-070) 04.??
448. Szmikita (A: 1877) 07.CB.05
449. Szomolnokita (A: 1891) 07.CB.05
450. Szymańskiïta (1989-045) 05.DB.30